# 热尼库尔
热尼库尔（法語：Génicourt，法語發音：[ʒenikuʁ] ⓘ）是法国法兰西岛大区瓦兹河谷省的一个市镇，属于蓬图瓦兹区。

## 地理
热尼库尔（49°5'21"N, 2°4'6"E）面积6.44 平方千米，位于法国法蘭西島大區瓦兹河谷省，该省份为法国北部内陆省份，北起瓦兹省，西接厄尔省，南至塞纳-圣但尼省、上塞纳省和伊夫林省，东临塞纳-马恩省。
与热尼库尔接壤的市镇（或旧市镇、城区）包括：格里西莱普拉特尔、布瓦西莱勒里耶、韦克桑地区科尔梅耶、埃皮艾-吕、利维利耶、奥尼。

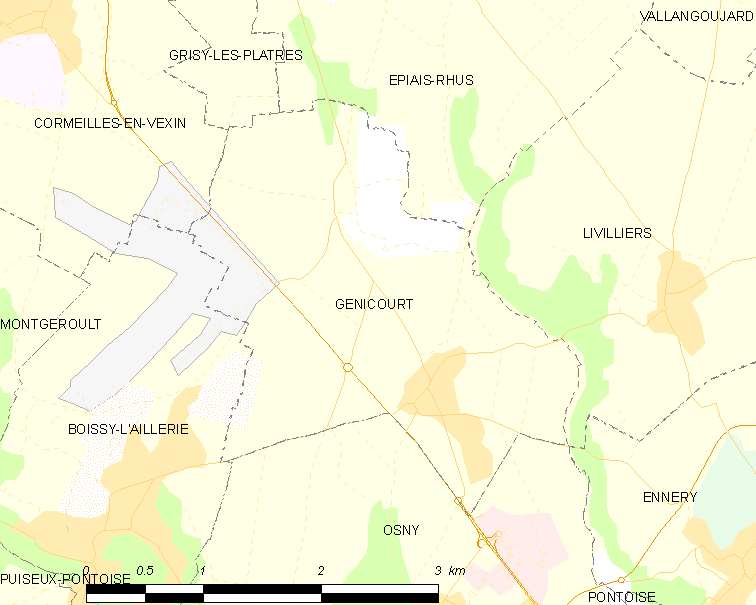
热尼库尔的OSM定位图

热尼库尔的时区为UTC+01:00、UTC+02:00（夏令时）。

## 行政
热尼库尔的邮政编码为95650，INSEE市镇编码为95271。

## 政治
热尼库尔所属的省级选区为蓬图瓦兹县。

## 人口

1962-2008年间热尼库尔人口变化图示

热尼库尔于2022年1月1日时的人口数量为515人。